# Campionati europei di karate 1972
I campionati europei di karate 1972 sono stati la 7ª edizione della competizione. Si sono svolti a Bruxelles, in Belgio, dal 2 al 4 maggio.

## Podi

### Maschili
| Specialità       | Oro              | Argento          | Bronzo                          |
| Kumite −65 kg    | Roger Paschy     | Graham Mitchell  | Harold La Rose Victor Tatarevic |
| Kumite −75 kg    | Guy Sauvin       | Francis Didier   | Geert Lemmens Günter Mohr       |
| Kumite −80 kg    | Dominique Valera | Jan Kallenbach   | Alain Setrouck Jeff Peeters     |
| Open Kumite      | Gilbert Gruss    | Dominique Valera | Geert Lemmens Jack Lindau       |
| "Gara a squadre" | Francia          | Regno Unito      | Italia                          |
| "Gara a squadre" | Francia          | Regno Unito      | Belgio                          |